# Girma Assefa
Girma Assefa (* 20. Juni 1986 in Shewa) ist ein äthiopischer Marathonläufer.
Im Juniorenrennen der Crosslauf-Weltmeisterschaft wurde er 2002 in Dublin Achter und 2003 in Lausanne/Avenches Fünfter und gewann beide Male mit der Mannschaft die Silbermedaille.
2004 schloss er sich dem Firmenteam von Subaru an. Beim Sapporo-Halbmarathon wurde er von 2004 bis 2007 viermal in Folge Zweiter.
Danach kehrte er nach Äthiopien zurück und wechselte auf die volle Distanz. 2009 wurde er Sechster beim Berlin-Marathon und Dritter beim Florenz-Marathon, 2010 Vierter beim Göteborgsvarvet und Dritter beim Istanbul-Marathon, und 2011 stellte er beim Mumbai-Marathon einen Streckenrekord auf.

## Persönliche Bestzeiten
- 5000 m: 13:16,87 min, 26. Mai 2007, Nobeoka
- 10.000 m: 27:37,99 min, 18. Oktober 2008, Fukuroi
- 10 Meilen: 45:45 Min, 09. Dec 2007, Kumamoto-Kosa
- 20-Km: 58:51 Min, 19. Oktober 2003 Paris
- Halbmarathon: 1:01:21 h, 9. Juli 2006, Sapporo
- Marathon: 2:07:43 h, 10. April 2011, Paris